# أرتيميثر/لوميفانترين
أرتيميثر/لوميفانترين (بالإنجليزية: Artemether/lumefantrine)‏ والاسم التجاري كورتيم (Coartem): هو مزيج من دوائين وهما ارتيميثر و لوميفانترين. يؤخذ هذا الدواء لعلاج الملاريا التي تحدث بسبب بكتيريا المتصورة المنجلية ( plasmodium falciparum ) التي لا تُعالج بواسطة المضاد الحيوي الكلوروكين.يُؤخذ هذا الدواء عن طريق الفم، بشكل عام لا يُستخدم هذا الدواء لمنع حدوث الإصابة بالملاريا.
من الأعراض الجانبية الشائعة عند استخدام هذا الدواء حدوث آلام في المفاصل والعضلات، حمى، فقدان الشهية، و صداع.الأعراض الجانبية الخطيرة التي قد تنشأ عن استخدام الدواء هو حدوث متلازمة كيو تي الطويلة. يبدو هذا الدواء جيدا على الحوامل بالرغم من أنه لم يتم دراسة مدى آمان هذا الدواء عليهم. جرعة الدواء لا تحتاج إلى تغيير عند وصفها للمرضى الذي يعانون من مشاكل بسيطة إلى متوسطة في الكليتين أو الكبد.